# Dialium quinquepetalum
Dialium quinquepetalum är en ärtväxtart som beskrevs av François Pellegrin. Dialium quinquepetalum ingår i släktet Dialium och familjen ärtväxter. Inga underarter finns listade i Catalogue of Life.